# Discografia de Lovelyz
A discografia do grupo feminino sul-coreano Lovelyz consiste em dois álbuns de estúdio, dois extended plays e nove singles.

## Álbuns

### Álbuns de estúdio
| Título          | Detalhes do álbum | Melhores Posições | Vendas         |
| Título          | Detalhes do álbum | COR               | Vendas         |
| --------------- | --- | ----------------- | -------------- |
| Girls' Invasion | - Lançamento: 17 de Novembro de 2014 - Gravadoras: Woollim Entertainment, LOEN Entertainment - Formatos: CD, digital download      | 7                 | - COR: 13,324  |
| Girls' Invasion | - Re-lançamento: 3 de Março de 2015 (Hi~) - Gravadoras: Woollim Entertainment, LOEN Entertainment - Formatos: CD, digital download | 4                 | - COR: 18,802  |
| R U Ready?      | - Lançamento: 27 de Fevereiro de 2017 - Gravadoras: Woollim Entertainment, LOEN Entertainment - Formatos: CD, digital download     | 2                 | - KOR: 22,674+ |

### Single-álbuns
| Título    | Detalhes do álbum | Melhores posições | Vendas        |
| Título    | Detalhes do álbum | COR               | Vendas        |
| --------- | --- | ----------------- | ------------- |
| Lovelinus | - Lançamento: 7 de Dezembro de 2015 - Gravadoras: Woollim Entertainment, LOEN Entertainment - Formatos: CD, digital download | 7                 | - COR: 15,768 |

## Extended plays
| Título        | Destalhes do álbum | Melhores posições | Vendas        |
| Título        | Destalhes do álbum | COR               | Vendas        |
| ------------- | --- | ----------------- | ------------- |
| Lovelyz8      | - Lançamento: 30 de Setembro de 2015 - Gravadoras: Woollim Entertainment, LOEN Entertainment - Formatos: CD, digital download | 2                 | - COR: 22,939 |
| A New Trilogy | - Lançamento: 25 de Abril de 2016 - Gravadoras: Woollim Entertainment, LOEN Entertainment - Formatos: CD, digital download    | 5                 | - COR: 28,258 |

## Singles
| Título                | Ano  | Melhores posições | Vendas (digital download) | Álbum           |
| Título                | Ano  | COR               | Vendas (digital download) | Álbum           |
| --------------------- | ---- | ----------------- | ------------------------- | --------------- |
| "Candy Jelly Love"    | 2014 | 48                | - COR: 81,979             | Girls' Invasion |
| "Hi~" (안녕)          | 2015 | 23                | - COR: 406,093            | Hi~             |
| "Ah-Choo"             | 2015 | 28                | - COR: 1,135,143+         | Lovelyz8        |
| "For You" (그대에게)  | 2015 | 33                | - COR: 158,103            | Lovelinus       |
| "Destiny" (나의 지구) | 2016 | 7                 | - COR: 293,878+           | A New Trilogy   |
| "WoW!"                | 2017 | 12                | - COR: 75,932+            | R U Ready?      |

### Outras canções
| Título                                          | Ano  | Melhores posições | Vendas (digital download) | Álbum           |
| Título                                          | Ano  | COR               | Vendas (digital download) | Álbum           |
| ----------------------------------------------- | ---- | ----------------- | ------------------------- | --------------- |
| "Good Night Like Yesterday" (어제처럼 굿나잇)   | 2014 | 40                | - COR: 53,759             | Girls' Invasion |
| "Amusement Park" (놀이공원)                     | 2015 | 114               | - COR: 20,231             | Hi~             |
| "Shooting Star" (작별하나)                      | 2015 | 34                | - COR: 70,309             | Lovelyz8        |
| "How To Be A Pretty Girl" (예쁜 여자가 되는 법) | 2015 | 216               | - COR: 11,249             | Lovelyz8        |
| "Sweet and Sour" (새콤달콤)                     | 2015 | 219               | - COR: 10,453             | Lovelyz8        |
| "Hug Me"                                        | 2015 | 220               | - COR: 10,007             | Lovelyz8        |
| "Rapunzel" (라푼젤)                             | 2015 | 253               | - COR: 9,524              | Lovelyz8        |
| "Circle"                                        | 2015 | 172               | - COR: 13,935             | Lovelinus       |
| "Bebe"                                          | 2015 | 187               | - COR: 12,758             | Lovelinus       |
| "Bookmark" (책갈피)                             | 2016 | 146               | - COR: 19,913             | A New Trilogy   |
| "Dear You" (마음 (*취급주의))                   | 2016 | 147               | - COR: 18,950             | A New Trilogy   |
| "Baby Doll" (인형)                              | 2016 | 161               | - COR: 17,726             | A New Trilogy   |
| "Fondant" (퐁당)                                | 2016 | 162               | - COR: 17,921             | A New Trilogy   |
| "1cm"                                           | 2016 | 173               | - COR: 16,754             | A New Trilogy   |

### Aparições em trilhas sonoras
| Título                                                                                     | Ano  | Melhor posição nas paradas | Álbum                                     | Artista(s)                                                             |
| Título                                                                                     | Ano  | KOR                        | Álbum                                     | Artista(s)                                                             |
| ------------------------------------------------------------------------------------------ | ---- | -------------------------- | ----------------------------------------- | ---------------------------------------------------------------------- |
| "Crying"                                                                                   | 2011 | —                          | Over The Top                              | Baby Soul com Infinite H                                               |
| "Stranger" (남보다 못한 사이)                                                              | 2011 | 27                         | Girls' Invasion                           | Baby Soul com Wheesung                                                 |
| "She Is A Flirt" (그녀는 바람둥이야)                                                       | 2012 | 28                         | Girls' Invasion                           | Baby Soul c Kei e Dongwoo                                              |
| "Fly High"                                                                                 | 2013 | 50                         | Fly High                                  | Baby Soul e Infinite H                                                 |
| "Delight"                                                                                  | 2013 | 58                         | Girls' Invasion                           | Jiae (cantora)                                                         |
| "Gone" (너만 없다)                                                                         | 2013 | 36                         | Girls' Invasion                           | Jin                                                                    |
| "Bump" (부딪쳐)                                                                            | 2015 | 27                         | Fly Again                                 | Ryu Su-jeong com Infinite H                                            |
| "Love is Like That" (사랑은 그렇게)                                                        | 2015 | —                          | Oh My Venus OST                           | Kei                                                                    |
| "Shooting" (찌릿찌릿)                                                                      | 2016 | —                          | Lucky Romance OST                         | Kei                                                                    |
| "The Beginning Of Love" (시작의 여름)                                                      | 2016 | —                          | -                                         | Ryu Su-jeong com Young Jun do Brown Eyed Soul                          |
| "Sunny Day" (매일맑음)                                                                     | 2016 | —                          | The Second Last Love OST                  | Su Jeong e Baby Soul                                                   |
| "Y"                                                                                        | 2016 | 49                         | Non album-single                          | Kei & MyunDo (feat. BUMZU)                                             |
| "Beautiful"                                                                                | 2016 | —                          | -                                         | Kei & The Solutions                                                    |
| "Deep Blue Eyes"                                                                           | 2017 | —                          | Idol Drama Operation Team OST Part 2      | Girls Next Door (Moonbyul, Seulgi, Sujeong, De.ana, YooA, Somi, Sohee) |
| "Sun & Star"                                                                               | 2017 | 20                         | The Emperor: Owner of the Mask ost part 4 | Kei                                                                    |
| "Wanna Date"                                                                               | 2017 | —                          | Story About : Some, One Month Episode 3   | Kei & Hong Dae Kwang                                                   |
| "—" indica lançamentos que não apresentaram gráficos ou não foram divulgados nessa região. |      |                            |                                           |                                                                        |

## Vídeos musicais
| Título                     | Ano  | Diretor(s) | Notas e outras versões                   |
| -------------------------- | ---- | ---------- | ---------------------------------------- |
| "Goodnight Like Yesterday" | 2014 | Digipedi   | Aparição especial de Sunggyu do Infinite |
| "Candy Jelly Love"         | 2014 | Digipedi   | Choreography Version                     |
| "Hi~"                      | 2015 | Digipedi   | Choreography version                     |
| "Shooting Star"            | 2015 | Digipedi   |                                          |
| "Ah-Choo"                  | 2015 | Digipedi   | Aparição especial de Hoya do Infinite    |
| "For You"                  | 2015 | Digipedi   |                                          |
| "Destiny"                  | 2016 | Digipedi   | Choreography version                     |
| "WoW!"                     | 2017 | Digipedi   | Choreography version                     |
| "Now, We"                  | 2017 | Digipedi   | Pajamas version                          |